# Mosquée As-Sunna
 (avril 2024).
 (mars 2024).
La mise en forme du texte ne suit pas les recommandations de Wikipédia : il faut le « wikifier ».
Les points d'amélioration suivants sont les cas les plus fréquents. Le détail des points à revoir est peut-être précisé sur la page de discussion.
- Les titres sont pré-formatés par le logiciel. Ils ne sont ni en capitales, ni en gras.
- Le texte ne doit pas être écrit en capitales (les noms de famille non plus), ni en gras, ni en italique, ni en « petit »…
- Le gras n'est utilisé que pour surligner le titre de l'article dans l'introduction, une seule fois.
- L'italique est rarement utilisé : mots en langue étrangère, titres d'œuvres, noms de bateaux, etc.
- Les citations ne sont pas en italique mais en corps de texte normal. Elles sont entourées par des guillemets français : « et ».
- Les listes à puces sont à éviter, des paragraphes rédigés étant largement préférés. Les tableaux sont à réserver à la présentation de données structurées (résultats, etc.).
- Les appels de note de bas de page (petits chiffres en exposant, introduits par l'outil «  Source ») sont à placer entre la fin de phrase et le point final[comme ça].
- Les liens internes (vers d'autres articles de Wikipédia) sont à choisir avec parcimonie. Créez des liens vers des articles approfondissant le sujet. Les termes génériques sans rapport avec le sujet sont à éviter, ainsi que les répétitions de liens vers un même terme.
- Les liens externes sont à placer uniquement dans une section « Liens externes », à la fin de l'article. Ces liens sont à choisir avec parcimonie suivant les règles définies. Si un lien sert de source à l'article, son insertion dans le texte est à faire par les notes de bas de page.
- La présentation des références doit suivre les conventions bibliographiques. Il est recommandé d'utiliser les modèles {{Ouvrage}}, {{Chapitre}}, {{Article}}, {{Lien web}} et/ou {{Bibliographie}}. Le mode d'édition visuel peut mettre en forme automatiquement les références.
- Insérer une infobox (cadre d'informations à droite) n'est pas obligatoire pour parachever la mise en page.

Pour une aide détaillée, merci de consulter Aide:Wikification.
Si vous pensez que ces points ont été résolus, vous pouvez retirer ce bandeau et améliorer la mise en forme d'un autre article.
La mosquée As-Sunna ou Assouna ou plus simplement mosquée Sunna (en arabe : مسجد السنة) est une mosquée située à Rabat au Maroc.

## Histoire

### Création
Elle a été construite par le sultan Mohammed ben Abdallah vers 1785,, au moment ou le Sultan fait de Rabat une cité royale.

### Restaurations
Elle a été restaurée plusieurs fois d'abord pendant le XIXe siècle, sous le règle du Sultan Moulay Abderrahmane, puis, dans la première partie du XXe siècle, par le maître architecte marocain Mohamed Ben Omar. Le sultan Mohammed V y fait parfois les prières du vendredi,, et bien qu'une des plus spacieuses au Maroc, elle ne permet pas d'accueillir tous les fidèles venus prier avec le Sultan.
La mosquée a connu une importante restauration pendant le règne de Hassan II, qui a conduit notamment à la reconstruction du minaret, pierre par pierre, à l'angle sud de la mosquée. Cette importante restauration est commérée par une stèle située à l'entrée de la mosquée datée du 20 septembre 1968. Le minaret se retrouve alors dans la perspective de l'avenue Mohammed V, principale avenue de Rabat.

## Description
Il s'agit de la plus grande mosquée en activité de Rabat et une des plus grandes du Maroc. Elle se situe dans la perspective de la célèbre avenue Mohammed V de Rabat, en face du lycée Moulay Youssef, du quartier Touarga et à droite du Palais Royal.
La mosquée a connu récemment d'importants travaux ayant entrainé sa fermeture temporaire. Les travaux concernent différentes dimensions et notamment des tests et études pour la réalisation d'importantes économies d'énergie. La mosquée comporte une salle de prière pour femme relativement spacieuse au rez-de-chaussée, des salles d'ablutions intérieures et quelques annexes.
La conception du bâtiment fait référence à l'architecture islamique marocaine traditionnelle avec les certains traits distinctifs des sultans alaouites, notamment un oratoire plus large que profond. Le bâtiment couvre une superficie d'environ 5 565 m2. L'accès se fait à travers 9 portes, dont une est dédiée aux femmes et l'autre à l'imam.
L’édifice est un carré de 74.70m sur 74.50m. La salle de prière est subdivisée en quatre grandes nefs larges de 7 mètres et parallèles au mur de la qibla. Une travée centrale entour le minbar et est richement décorée. Elle comporte un très grand lustre central et deux lustres intermédiaires.
Des arcs brisés outrepassés élancés reposent sur des piliers carrés. À l'extérieur, ils soutiennent des barchelas couvertes de tuiles vertes.
Le patio très spacieux, plus grand que la salle de prière, prend la forme d'une cour régulière de forme rectangulaire qui occupe la partie occidentale de la mosquée. Elle est agrémentée de deux kouba (pavillons) dédiés aux ablutions qui rappellent ceux de la mosquée Al-Qarawiyyin de Fès et de la mosquée Al-Mohammedi à Casablanca, bien que moins richement décorés.